# Heinrich Gerhard Lentz

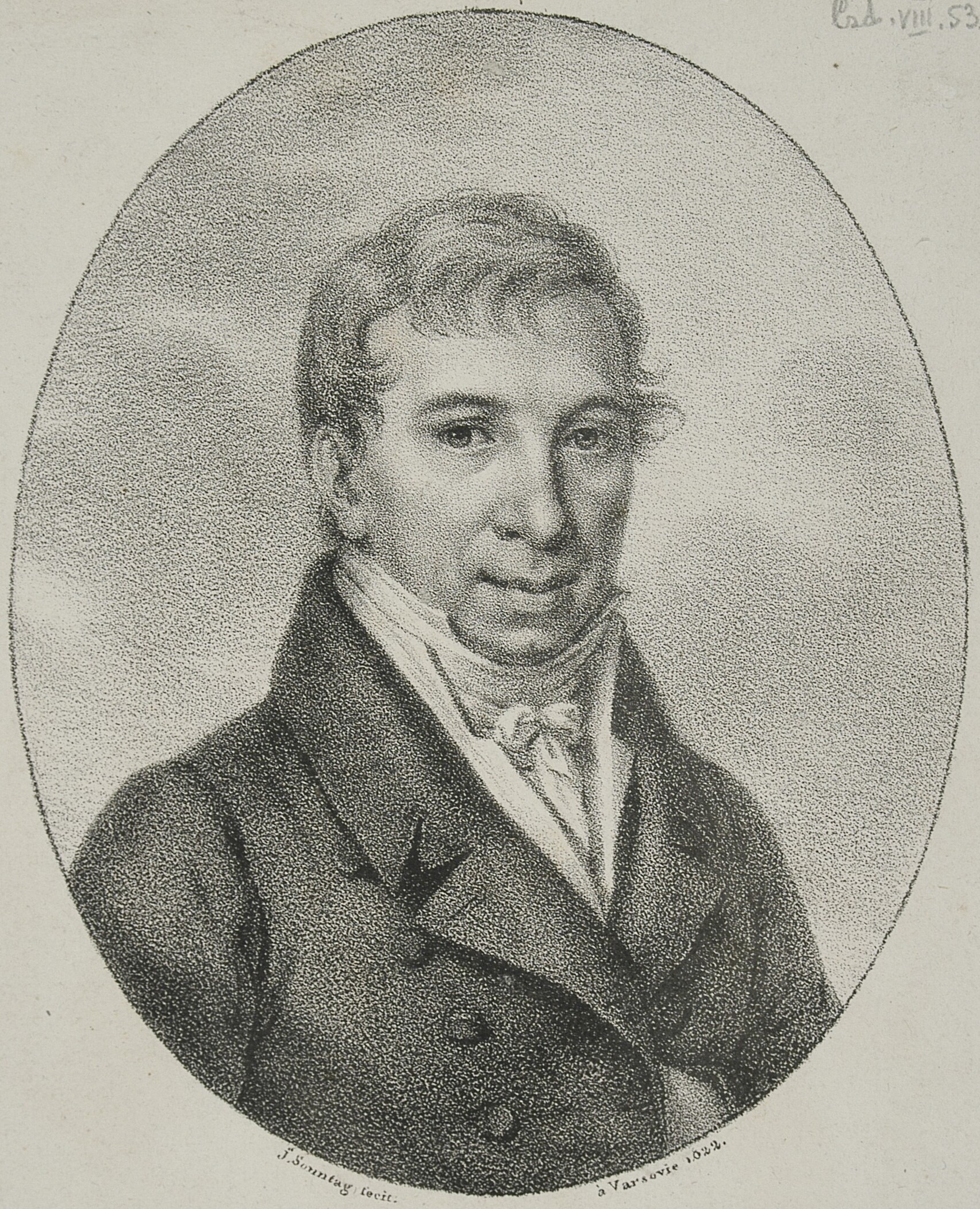
Heinrich Gerhard Lentz – litografia Józef Sonntag z 1822

Heinrich Gerhard Lentz, także Henryk Lentz, Lenz (ur. ok. 1764, zm. 21 sierpnia 1839 w Warszawie) – polski nauczyciel muzyki, kompozytor, pianista i organista z Kolonii w Niemczech.
Podobnie jak Karol Einert i Karol Freyer należy do grupy organistów niemieckich osiadłych w Polsce, spolonizowanych i związanych z polską kulturą muzyczną. Był nauczycielem generałbasu (basso continuo), harmonii, fortepianu i gry organowej w warszawskiej Akademii Muzycznej (w latach 1821–1823 jako Instytut Muzyki i Deklamacji, w latach 1823–1831 jako Szkoła Główna Muzyki).

## Dzieła
Wybrane dzieła muzyczne i literackie:
- 4 symfonie
- Koncert fortepianowy op. 3
- 4 sonaty fortepianowe
- liczne utwory kameralne i pieśni
- rozprawka Łatwy sposób strojenia fortepianów bez pomocy nauczyciela